# Шарівська сільська рада (Валківський район)
Ша́рівська сільська́ ра́да — адміністративно-територіальна одиниця та орган місцевого самоврядування в Валківському районі Харківської області. Адміністративний центр — село Шарівка.

## Загальні відомості
- Шарівська сільська рада утворена в 1960 році.
- Територія ради: 51,7 км²
- Населення ради: 2 084 особи (станом на 2001 рік)

## Населені пункти
Сільській раді підпорядковані населені пункти:
- с. Шарівка
- с. Бурівка
- с. Буцьківка
- с. Золочівське
- с. Пасічне
- с. Петренкове
- с. Свинарі
- с. Хворостове
- с. Шевченкове
- с. Шлях

## Склад ради
Рада складається з 16 депутатів та голови.
- Голова ради: Колодяжний Олександр Іванович
- Секретар ради: Колодяжна Людмила Сергіївна

### Керівний склад попередніх скликань
| Прізвище, ім'я, по батькові   | Основні відомості                                                 | Дата обрання | Дата звільнення |
| ----------------------------- | ----------------------------------------------------------------- | ------------ | --------------- |
| Панасенко Іван Андрійович     | Сільський голова, 1957 року народження, член Партії регіонів      | 26.03.2006   | 31.10.2010      |
| Колодяжний Олександр Іванович | Сільський голова, 1972 року народження, освіта вища, безпартійний | 31.10.2010   |                 |

Примітка: таблиця складена за даними сайту Верховної Ради України

### Депутати
За результатами місцевих виборів 2010 року депутатами ради стали:

#### За суб'єктами висування
| Суб'єкт висування    | Кількість обраних депутатів | %    |
| -------------------- | --------------------------- | ---- |
| Партія регіонів      | 15                          | 93,8 |
| Партія «Відродження» | 1                           | 6,3  |

#### За округами
| № округу             | Прізвище, ім'я, по батькові   | Дата визнання обраним | Освіта  | Партійна приналежність | Відомості про обраного депутата                                                                            |
| -------------------- | ----------------------------- | --------------------- | ------- | ---------------------- | --- |
| Партія «ВІДРОДЖЕННЯ» |                               |                       |         |                        | |
| 4                    | Пересада Станіслав Григорович | 03.11.2010            | вища    | позапартійний          | Ст. Огульці ім. О. О. Пучка Сумської дистанції сигналізації та зв'язку Південної залізниці, електромеханік |
| Партія регіонів      |                               |                       |         |                        | |
| 1                    | Швидкий Василь Іванович       | 03.11.2010            | середня | член Партії регіонів   | Управління механізаціїШляховогоБудівництва-2, водій                                                        |
| 2                    | Подгорна Зоя Андріївна        | 03.11.2010            | вища    | член Партії регіонів   | ШарівськаСільськарада, касир                                                                               |
| 3                    | Лебідь Володимир Миколайович  | 03.11.2010            | вища    | член Партії регіонів   | Управління механізаціїШляховогоБудівництва-2, головниймеханік                                              |
| 5                    | Поляков Сергій Аркадійович    | 03.11.2010            | вища    | член Партії регіонів   | ВалківськаДержавнаСортодослідна, водійЗавідувачгаража                                                      |
| 6                    | Доценко Григорій Антонович    | 03.11.2010            | вища    | член Партії регіонів   | ВалківськаДержавнаСортодослідна, директор                                                                  |
| 7                    | Тесленко Лариса Євгенівна     | 03.11.2010            | вища    | член Партії регіонів   | Шарівськасільськарада, спеціаліст 2 категорії                                                              |
| 8                    | Гаєвська Людмила Віталіївна   | 03.11.2010            | вища    | член Партії регіонів   | Шарівська амбулаторіясімейноголікаря, акушер                                                               |
| 9                    | Кравченко Алла Іванівна       | 03.11.2010            | вища    | член Партії регіонів   | Шарівська загальноосвітня школаІ-ІІІст., директор                                                          |
| 10                   | Барабаш Юрій Іванович         | 03.11.2010            | середня | член Партії регіонів   | «ОхороннаФірма», охоронець                                                                                 |
| 11                   | Арстамян Світлана Павлівна    | 03.11.2010            | вища    | член Партії регіонів   | Шарівськасільськарада, головнийбухгалтер                                                                   |
| 12                   | Каршиєва Марина Леонідівна    | 03.11.2010            | вища    | член Партії регіонів   | Шарівська загальноосвітня школаІ-ІІІст., гардеробниця                                                      |
| 13                   | Карпенко Віта Миколаївна      | 03.11.2010            | вища    | член Партії регіонів   | Шарівська загальноосвітня школа І-ІІІ ст., вчитель молодших класів                                         |
| 14                   | Уніятов Микола Степанович     | 03.11.2010            | вища    | член Партії регіонів   | ПСП «Шарівка», головнийінженер                                                                             |
| 15                   | Колодяжна Людмила Сергіївна   | 03.11.2010            | вища    | член Партії регіонів   | Управління механізаціїШляховогоБудівництва-2, заступникГоловногобухгалтера                                 |
| 16                   | Ваховська Ніна Іванівна       | 03.11.2010            | вища    | член Партії регіонів   | Шарівська загальноосвітня школаІ-ІІІст., вчитель математики та інформатики                                 |